# المنار (إب)

تعديل مصدري - تعديل

المنار محلة تابعة لقرية الهيجة، التابعة لعزلة جبل معود بمديرية إب إحدى مديريات محافظة إب في الجمهورية اليمنية.، بلغ تعداد سكانها 50 حسب تعداد اليمن لعام 2004.